# Voyagiste
 (novembre 2012).
Un voyagiste,, organisateur de voyages, ou plus rarement tour-opérateur,,,, est une entreprise qui organise des séjours touristiques en assemblant plusieurs prestations de leurs fournisseurs (compagnies aériennes, hôteliers, autocaristes, restaurateurs, guides, etc.) pour les vendre à un prix « tout-compris » (un forfait) à leurs clients. Dans la chaîne de valeur touristique, ils sont un intermédiaire entre les fournisseurs et les clients.

## Historique
Les plus anciennes entreprises qui ont agi dans le domaine de l'organisation de séjours touristiques sont l'anglaise Thomas Cook, créée en 1808 et la suisse Kuoni créée en 1906. Thomas Cook, devant faire face à des difficultés de gestion, a fait faillite en 2020.

## Création des forfaits
Le voyagiste assemble des prestations qu'il achète à prix négociés (en fonction du nombre de clients anticipés), en négociant lui-même ou par l'intermédiaire d'agences réceptives (agences de voyages sur place). Cependant, il a plusieurs choix dans sa politique d'achat concernant :
L'aérien : le voyagiste possède trois choix pour monter ses forfaits à l'avance :
- L'affrètement d'appareil : il loue un avion pour une durée donnée, c'est un vol nolisé. Si la demande estimée n'est pas assez importante, il peut co-affréter l'appareil avec d'autres voyagistes ou commercialiser des vols secs seulement ;
- L'allotement : le voyagiste loue un certain nombre de places sur vols réguliers et par des compagnies régulières, à qui il peut rétrocéder les places invendues selon les conditions fixées lors de la négociation ;
- L'achat ferme : sur certaines destinations ou à certaines dates, l'allotement n'est pas autorisé (Air France sur les Antilles par exemple), le seul moyen d'obtenir des places reste alors l'achat ferme plusieurs mois à l'avance ;

Certains voyagistes possèdent leur propre compagnie aérienne.
L'hôtellerie :
- La politique d'achat ferme et d'allotement est également valable pour les hôteliers ;
- Les voyagistes les plus importants ont aussi fait l'acquisition d'hôtels leur appartenant (en France : « Framissima » pour FRAM, « Eldorador » pour Jet Tours par exemple).

## Commercialisation
Longtemps, les voyagistes commercialisaient leurs forfaits uniquement par les agences de voyages, à qui ils reversaient une commission (EEL : entreprise à entreprise en ligne). Ce mode de distribution, bien que restant encore majoritaire, doit faire face aujourd'hui à la concurrence de l'internet, de plus en plus de voyagistes vendant maintenant en ECL (entreprise à consommateur en ligne).
De plus en plus de voyagistes disposent aussi de leur propre réseau de distribution avec des réseaux d'agences qui leur appartiennent.

## Quelques voyagistes généralistes
- France :
  - Marmara, considéré comme un multi-spécialiste (groupe TUI)
  - Jet Tours (groupe Thomas Cook)
  - Nouvelles Frontières (groupe TUI)
  - FRAM
  - Look Voyages (groupe Transat France)
  - Club Med
  - Kappa Club

Les voyagistes français sont réunis au sein du Syndicat des entreprises du tour opérating (SETO).
- - Séléctour

- Ailleurs dans le monde :
  - TUI (Allemagne)
  - Thomas Cook (anglais puis allemand)
  - Transat A.T. inc (Canada)
  - FIT Reisen - SpaDreams (allemand puis français)

## Voyagiste spécialisé
En France, depuis une vingtaine d'années, il existe des voyagistes spécialisés, soit sur un continent (spécialiste de voyage en Asie, en Amérique Latine, en Europe…), soit sur un pays ou un type de voyage (randonnée, voyage à cheval, voyage sportif…). Ces voyagistes s'adressent d'emblée aux voyageurs finaux avant l'ère de l'internet; en quelque sorte ils sont pionniers de la vente directe (des ECL, ou en anglais BtoC, Business to Consumer). Comparables aux petits producteurs de vins, la majorité de ces voyagistes sont des petites entreprises fondées par des passionnés. Ayant peu de moyens de publicité, ils étaient plutôt confidentiels avec un petit réseau de clients fidèles. À ce jour, internet facilite largement la mise en relation entre les voyageurs et ces voyagistes chez lesquels les adeptes des voyages sur-mesure trouvent leur compte. 
Exemples de voyagistes :
- Voyageur du monde
- Amplitudes